# Exército Boliviano
O Exército da Bolívia é o ramo terrestre das forças armadas bolivianas. A sua origem está na vitoriosa Batalha de Aroma, em 14 de novembro de 1810, pela guerra de independência do país.
Seus primeiros efetivos foram formados por voluntários, denominados Guerrilheiros da Independência, reunidos em 1909.
A oficialização dessa tropa como Exército Nacional ocorreu em 7 de agosto de 1825, sob a iniciativa do célebre e invito guerrilheiro, General José Miguel Lanza; logo após o país declarar-se independente em 6 de agosto, como República de Bolívar.
Principais Confrontos
- Guerra da Independência;
- Invasão Peruana;
- Pacificação do Peru;
- Guerra da Confederação Peru-Bolivia;
- Guerra entre a Confederação Argentina e Confederação Peru-Bolivia;
- Guerra entre Peru e Bolivia;
- Guerra Hispano-Sulamericana;
- Guerra do Pacífico;
- Guerra Civil de 1898;
- Guerra do Acre;
- Guerra do Chaco;
- Guerrilla de Ñancahuazú;
- Missões de Paz da ONU.

## Missão
A Constituição Política do Estado estabelece no Artigo n° 208:
As Forças Armadas tem por missão fundamental defender e conservar a independência nacional, a segurança e estabilidade da República e a honra e soberania nacionais, assegurar o império da Constituição Política, garantir a estabilidade do governo legalmente constituído e cooperar no desenvolvimento integral do [[país.
A Lei Orgânica das Forças Armadas estabelece no Artigo n° 57:
O Exército como parte integrante das Forças Armadas da Nação, constitui a expressão permanente do Poder Terrestre e cumpre as seguintes missões especificas:
- Defender a soberania e integridade do Território Nacional;
- Garantir a segurança terrestre e cooperar na manutenção da Ordem Pública, de acordo com as Diretrizes do Comandante em Chefe;
- Participar na integração do Território Nacional mediante a construção e abertura de caminhos, estradas e outras vias;
- Ocupar, proteger e apoiar o desenvolvimento das fronteiras nacionais.

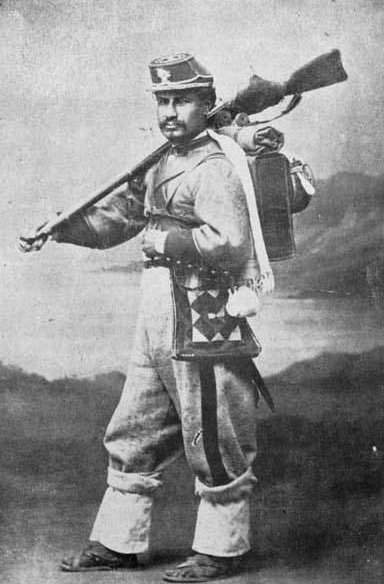
Soldado do Regimiento Colorados - 1879.

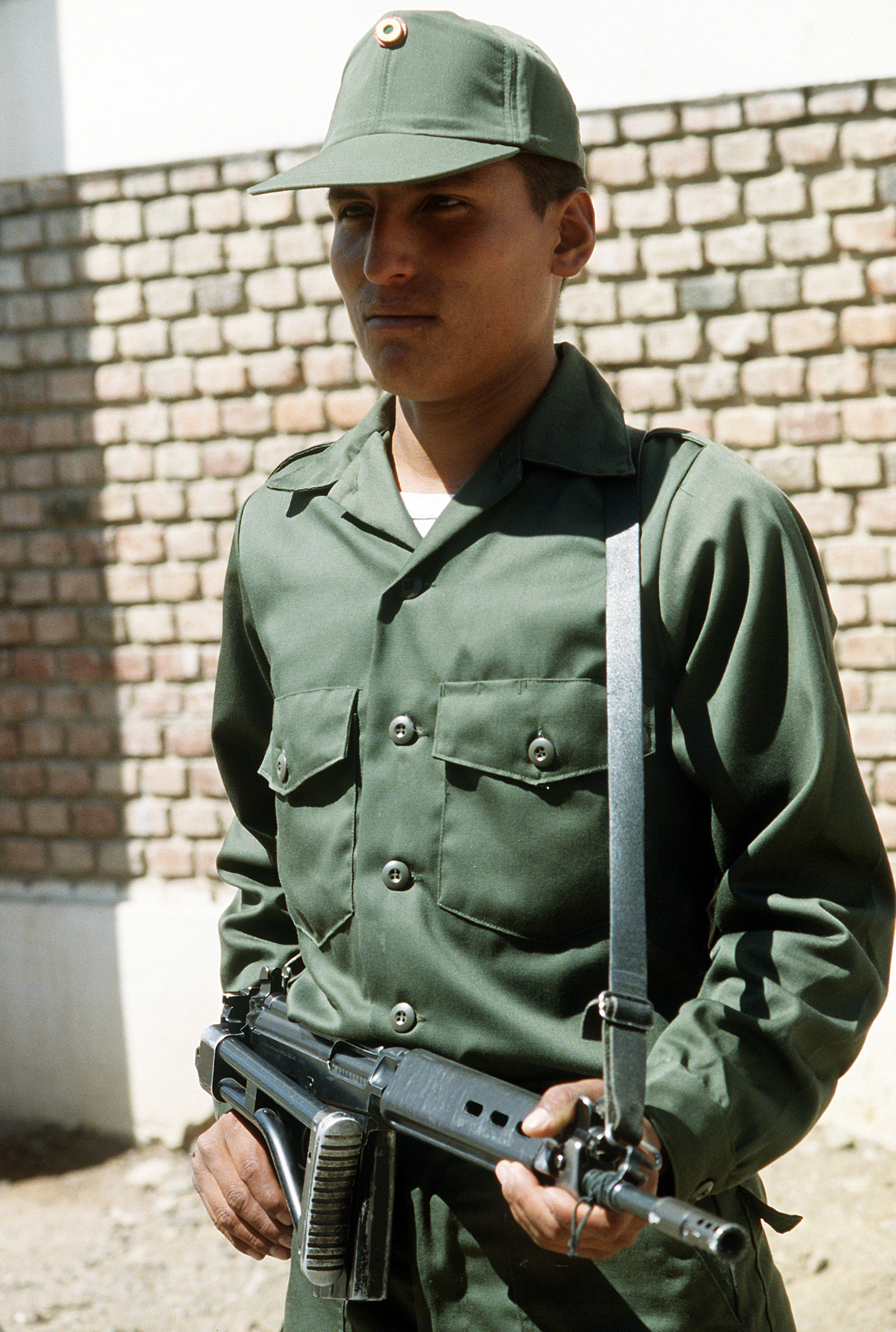
Soldado armado com FN FAL - 1986.

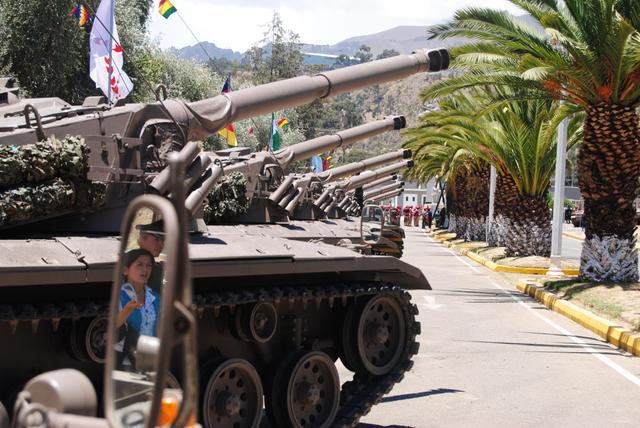
Tanques bolivianos sendo preparados para um desfile.

- Proteger as áreas e centros vitais do país;
- Executar missões específicas com o apoio da Força Aérea e/ou a Força Naval;
- Participar ativamente do desenvolvimento integral da Nação, de acordo com as diretrizes do Comandante em Chefe;
- Contribuir para o poderio do país em coordenação com as outras Forças, impulsionando, fomentando e protegendo o Desenvolvimento Nacional;
- Levantar e editar cartas geográficas e políticas do Território Nacional;
- Proteger as fontes de produção e os serviços legalmente constituídos, assim como os recursos naturais e a preservação ecológica dentro do Território Nacional.

## Estrutura
Comando Geral do Exército
É o organismo máximo de comando; sendo responsável pela preparação e condução da Força Terrestre em tempo de paz e de guerra.
Estado Maior Operacional
Organismo que assessora o Comando no planejamento, coordenação e controle das operações, inclusive nos cinco campos fundamentais de condução.
- Departamento I: Pessoal;
- Departamento II: Inteligência;
- Departamento III: Operações;
- Departamento IV: Logística;
- Departamento V: Ação Cívica.

Estado Maior Acadêmico
Organismo que assessora o Comando no planejamento, coordenação e controle das atividades acadêmicas institucionais e de cada um dos Institutos Militares de pré-formação, formação, aperfeiçoamento e especialização.
Estado Maior Administrativo
Organismo que assessora o Comando no planejamento, coordenação e controle das atividades administrativas institucionais com a finalidade de lograr o máximo rendimento de todos os recursos disponíveis.
- Departamento Administrativo Financiero;
- Direção Geral de Bens do Exército;
- Comando de Engenharia do Exército;
- Instituto Geográfico Militar;
- Direção de Produção e Ecologia do Exército.

Unidades Militares
- Primeira Divisão de Exército - Viacha
- Segunda Divisão de Exército - Oruro
- Terceira Divisão de Exército - Villamontes
- Quarta Divisão de Exército - Camiri
- Quinta Divisão de Exército - Roboré
- Sexta Divisão Aerotransportada de Exército - Trinidad
- Sétima Divisão de Exército - Cochabamba
- Oitava Divisão de Exército - Santa Cruz
- Nona Divisão de Exército - Apolo
- Décima Divisão de Exército - Tupiza